# Горшков, Алексей Юрьевич
Алексе́й Ю́рьевич Горшко́в (род. 30 января 1967, Свердловск) — российский тренер по фигурному катанию. Мастер спорта СССР по фигурному катанию на коньках. Заслуженный тренер России.

## Биография
Первым тренером в ДСО «Локомотив» был Ростислав Синицын. Выступал в танцах на льду с Натальей Зыковой (потом солистка в шоу «Holiday on Ice»). Высшим достижением этой пары было десятое место на чемпионате СССР.
Закончив любительскую карьеру, пошёл работать на завод. Позже принял решение вернуться в фигурное катание и освоить профессию тренера. До 1993 года ассистировал своему бывшему наставнику Олегу Эпштейну в Екатеринбурге.
Получив приглашение, переехал в Одинцово Московской области. Стал тренировать преимущественно танцевальные дуэты, в сотрудничестве с Николаем Морозовым.
Среди его учеников такие танцевальные пары, как Ольга Шарутенко и Дмитрий Наумкин, Наталья Романюта и Даниил Баранцев, Албена Денкова и Максим Ставиский, Оксана Домнина и Максим Болотин, Оксана Домнина и Максим Шабалин, Анастасия Платонова и Андрей Максимишин, Анастасия Гребенкина и Вазген Азроян, Кристин Фрейзер и Игорь Луканин, Нора Хоффманн и Максим Завозин, Анна Задорожнюк и Сергей Вербилло.

### Личная жизнь
Известно, что Алексей Горшков женат на Людмиле (в девичестве — Кирилловой), тоже бывшей фигуристке. В этом браке у них родились две дочери; одна из них, Анастасия, была бронзовым призёром чемпионата мира среди юниоров 2005 года в паре с Ильёй Ткаченко.